# Tomasz Żocholl
Tomasz Żocholl, ps. Dzikus (ur. 2 stycznia 1981 w Pucku) – polski windsurfer i strongman.
Drugi Wicemistrz Polski Strongman 2005. Wicemistrz Polski Strongman w Parach 2009.

## Życiorys

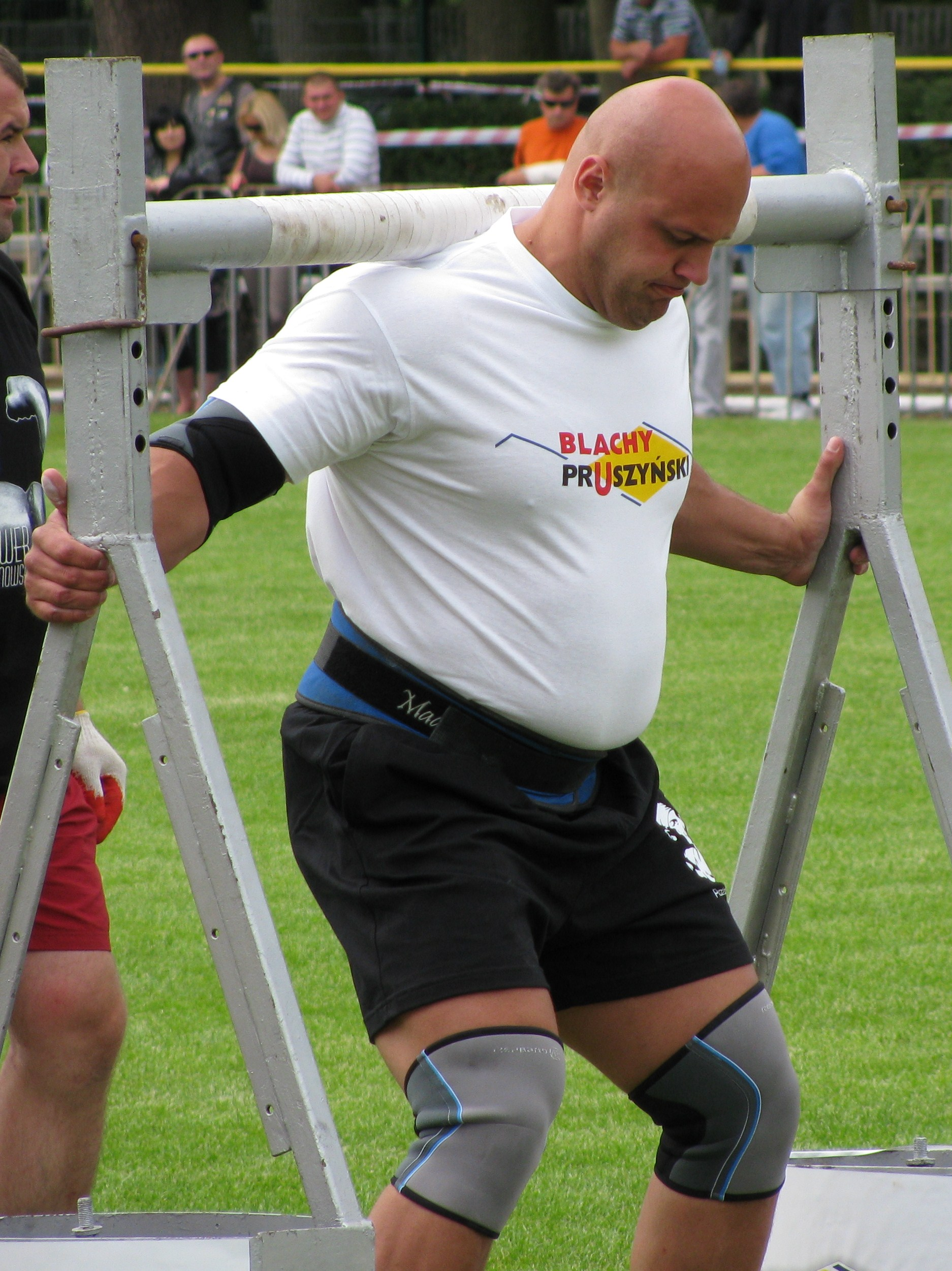
Tomasz Żocholl w 2009 r.

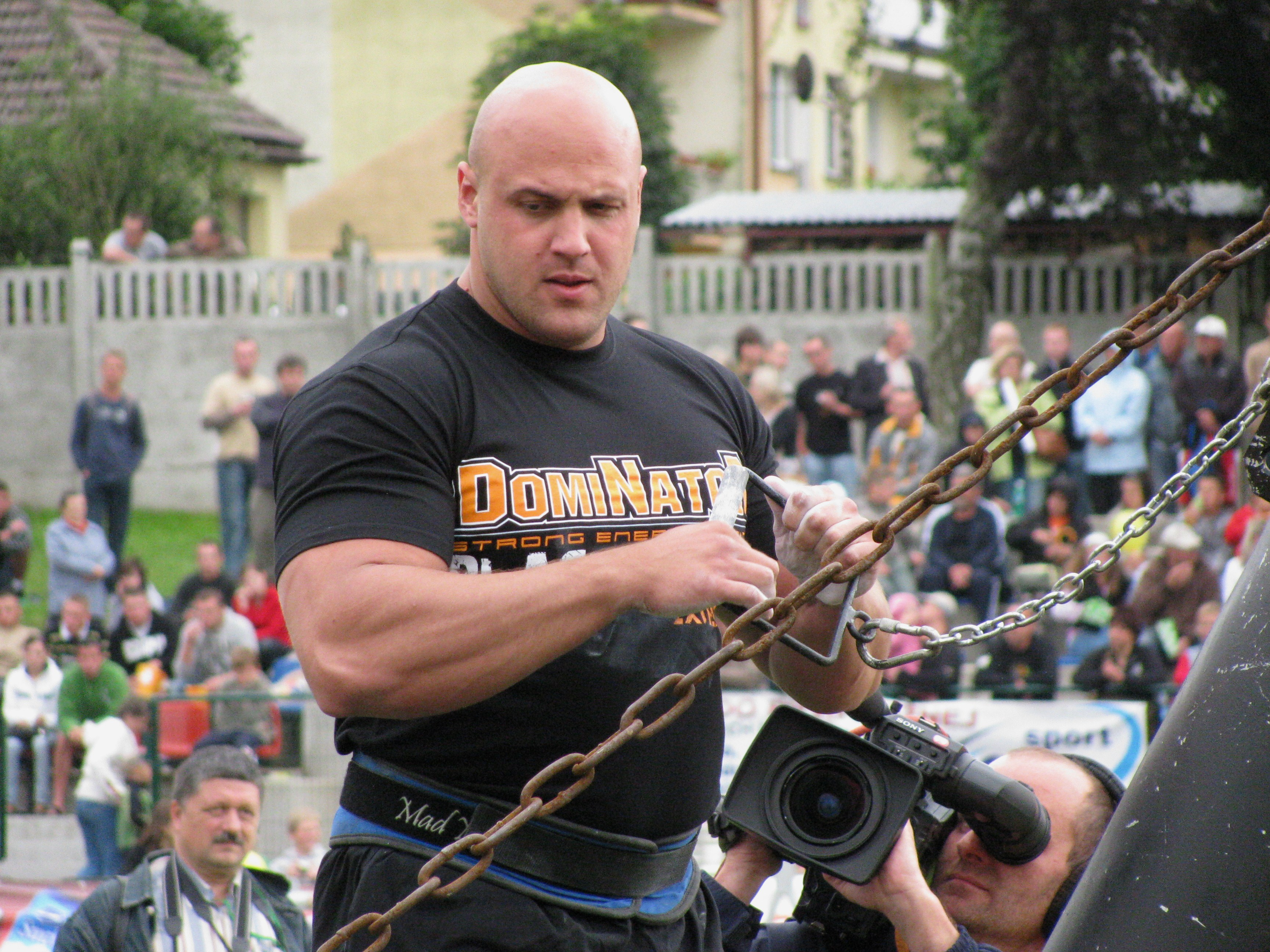
Tomasz Żocholl w 2009 r.

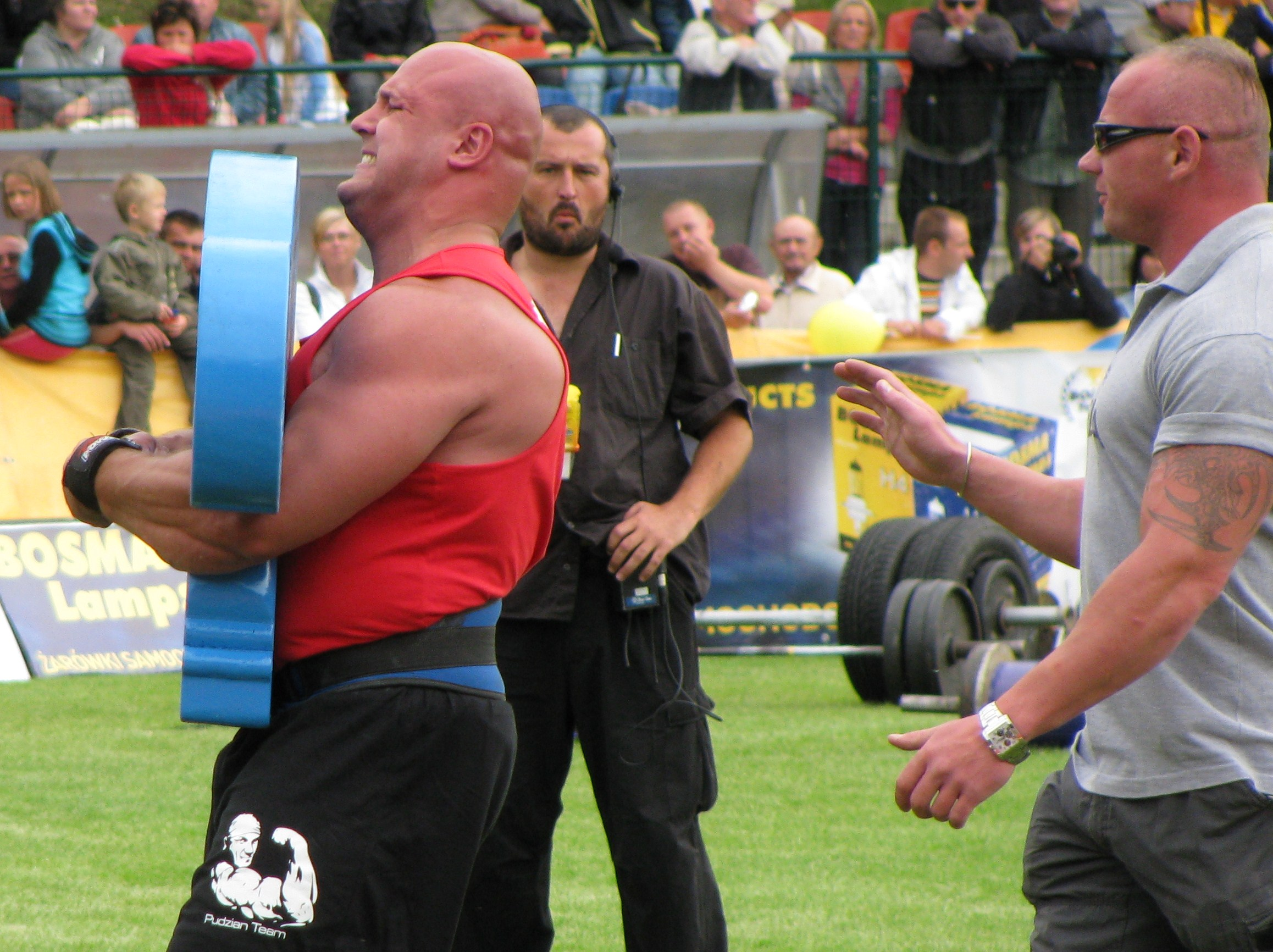
Tomasz Żocholl w Przenoszeniu tarczy.

Tomasz Żocholl od dwunastego roku życia przez siedem lat uprawiał wyczynowo windsurfing, w klubach Zatoka Puck i SKŻ Sopot. Wziął udział w wielu zawodach, w Polsce i za granicą.
W wieku dziewiętnastu lat rozpoczął treningi siłowe. Uczestniczył w Pucharze Polski Strongman 2004, Pucharze Polski Strongman 2005, Pucharze Polski Strongman 2007 i Pucharze Polski Strongman 2008.
Wziął udział w Mistrzostwach Polski Strongman 2008, rozgrywanych w Częstochowie, jednak nie zakwalifikował się do finału. Mieszka w Opolu, gdzie od 2012 trenuje armwrestling w klubie TitanArm Opole. 
Wymiary:
- wzrost 190 cm
- waga 132–135 kg
- biceps 52 cm
- klatka piersiowa 140 cm

Rekordy życiowe:
- przysiad 320 kg
- wyciskanie 240 kg
- martwy ciąg 340 kg

## Osiągnięcia strongman
- 2005
  - 3. miejsce – Mistrzostwa Polski Strongman 2005, Starachowice
  - 2. miejsce – Zawody Północ-Południe
  - 1. miejsce – Czwarte zawody Polska kontra Reszta Świata
- 2008
  - 1. miejsce – Polska kontra Europa
  - 8. miejsce – Grand Prix Polski Strongman 2008, Radom
- 2009
  - 7. miejsce – Mistrzostwa Polski Strongman 2009, Trzebiatów
  - 2. miejsce – Mistrzostwa Polski Strongman w Parach 2009 (z Grzegorzem Szymańskim), Krotoszyn